# Aeropuerto Comodoro Ricardo Salomón
El Aeropuerto Comodoro D. Ricardo Salomón (ANAC: MLG - IATA: LGS - OACI: SAMM), es un aeropuerto que se encuentra ubicado a 1 km hacia el sur de la ciudad de Malargüe, en la provincia de Mendoza. Es un medio de acceso al valle de Las Leñas (centro internacional de esquí). En 2015, 3242 pasajeros usaron este aeropuerto.

## Accesos
Al aeropuerto se accede por Ruta Nacional 40 Sur (M5613) y sus coordenadas son latitud 35° 29' 00" S y longitud 69° 35' 04" O.

## Infraestructura
El área total del predio es de 266 ha aproximadamente y su categoría OACI es 4C.
- Pistas: 140 - 320 -  3000m de long. asfalto, peso soporte 150 ton.h 24 a solicitud a partir de las 19 horas en invierno y a partir de las 21:00 en verano (horario local)
- Ayudas a la navegación VOR - DME - (consultar)
- Plataformas: 13,000 m²
- Superficie Total Edificada: 1,195 m²
- Terminal de pasajeros: 1,080 m²
- Estacionamiento vehicular: 1,500 m²

## Historia
El Aeropuerto Comodoro Ricardo Salomón fue construido en 1947 y rehabilitado en 1983. El predio concedido en la privatización ocupa aproximadamente 270 hectáreas e incluye dos pistas de aterrizaje, hangares, planta de combustible, torre de control y un complejo de infraestructura que sirve como terminal. En 2010 se llevaron a cabo obras de re pavimentación de las pistas,
Repotenciación Eléctrica, instalación de un grupo Electrógeno y nuevas columnas de iluminación.

## Aerolíneas y destinos

### Vuelos nacionales
| Destinos regulares | Nombre del aeropuerto                                   | Aerolíneas                         | Aeronave | Notas |
| ------------------ | ------------------------------------------------------- | ---------------------------------- | -------- | ----- |
| Argentina          |                                                         |                                    |          |       |
| Buenos Aires       | Aeroparque Jorge Newbery                                | Aerolíneas Argentinas (Estacional) |          |       |
| Mendoza            | Aeropuerto Internacional Gobernador Francisco Gabrielli | American Jet                       |          |       |
| Neuquén            | Aeropuerto Internacional Presidente Perón               | American Jet                       |          |       |

### Destinos internacionales
| Ciudades por países | Nombre del aeropuerto                 | Aerolíneas                         | Aeronave   | Frecuencias semanales |
| Suramérica          | Suramérica                            | Suramérica                         | Suramérica | Suramérica            |
| ------------------- | ------------------------------------- | ---------------------------------- | ---------- | --------------------- |
| Brasil              |                                       |                                    |            |                       |
| São Paulo           | Aeropuerto Internacional de Guarulhos | Aerolíneas Argentinas (Estacional) |            |                       |

## Aerolíneas y destinos que cesaron operaciones
- Austral Líneas Aéreas (Buenos Aires-Aeroparque)
- Avianca Argentina (Buenos Aires-Aeroparque) Charters
- LATAM Argentina (Buenos Aires-Aeroparque)